# Date A Live – The Movie – Mayuri Judgement
Date A Live – The Movie – Mayuri Judgement (japanisch 劇場版デート・ア・ライブ 万由里ジャッジメント Gekijōban Dēto A Raibu: Mayuri Jajjimento) ist ein Anime-Film aus dem Jahr 2015 des Regisseurs Keitarō Motonaga, welcher bereits in der Animeserie Date A Live Regie führte. Der Film entstand im Animationsstudio Production IMS.

## Handlung
Die Handlung beginnt mit einem Konzert des Idols Miku Izayoi, die insgeheim ein Naturgeist (jap. Seirei) ist. Nach diesem Konzert lädt sie Shidō, Tōka und die Anderen in ein von ihr gemietetes Hallenbad ein. Später am Abend erblickt Shidō ein ihm unbekanntes Mädchen, das aber kurz darauf verschwindet.
Als Shidō am nächsten Morgen aufwacht, erblickt er eine Sphäre über die Stadt schweben. Allerdings kann nur er diese Sphäre wahrnehmen. An Bord der Fraxinus wird die für die anderen nicht sichtbare Sphäre analysiert und Reine vermutet, dass diese durch die Gefühle der von Shidō versiegelten Naturgeister erzeugt werden muss. Um einer potenziellen Gefahr für die Bewohner der Stadt aus dem Weg zu gehen, schlägt Reine Shidō vor, mit allen sechs Mädchen in einer ausgelosten Reihenfolge auf ein Date zu gehen. So losen die Mädchen die Reihenfolge ihrer Dates mit Shidō aus: Als erstes verabredet sich Kaguya mit ihm, gefolgt von Miku, Yoshino, Yuzuru, Kotori und zum Schluss ist Tōka an der Reihe.
Während jedes Dates wird Shidō von dem unbekannten Mädchen aus der Ferne beobachtet. Sobald ein Date erfolgreich abgeschlossen ist, verliert die Sphäre die Energie des betreffenden Mädchens, sodass Kotori und die Anderen zur Überzeugung geraten, dass der Orb verschwindet, wenn alle Dates positiv verlaufen. Während des letzten Dates mit Tōka zeigt sich das unbekannte Mädchen, das Mayuri heißt, Shidō und offenbart ihm, dass sie durch die Energie der Naturgeister geboren wurde und wieder verschwinden werde, sobald ihre Mission abgeschlossen sei.
Noch bevor Mayuri zum Himmel schweben kann, um ihren Engel vorzustellen, färbt sich der Orb, den Mayuri Caraveare nennt, immer dunkler. Dann lässt er sich Flügel wachsen und bereit sich vor, die Stadt anzugreifen. Auch nimmt Caraveare Mayuri in einem von ihm erschaffenen Käfig gefangen. Tōka und die anderen Mädchen beginnen gegen den Engel zu kämpfen, während Shidō und Kotori sich einen Plan für die Bekämpfung Caraveares zurechtlegen. Als Shidō erklärt, dass die Rettung Mayuris sein sehnlichster Wunsch ist, setzt dies die versiegelten Kräfte in Tōka und den anderen Mädchen kurzzeitig frei und sie können so gestärkt gegen den Engel kämpfen. Nachdem Mayuri erfolgreich aus dem Käfig befreit wurde, verwandelt sich der Engel abermals und beginnt die Gruppe anzugreifen. Shido stellt sich dem Engel in den Weg, allerdings kann er gegen Caraveare nichts ausrichten und fällt zur Erde, doch Tōka gelingt es irgendwie, die Zeit kurzzeitig anzuhalten und ihn zu retten. Durch die dazu gewonnene Kraft schafft sie es, den Engel zu zerstören. Während Mayuri beginnt, sich aufzulösen, gibt sie Shidō einen letzten Kuss und offenbart, dass sie nicht geboren wurde, um zu verschwinden, sondern um ihn zu lieben, da sie die Gefühle der Mädchen widerspiegelt. Während Mayuri langsam verschwindet, trauern alle um sie. Es wird später gezeigt, dass Kurumi die Zeit dank Zaphkiel angehalten und damit Shidōs Leben gerettet hat. Darauf verschwindet sie in den Schatten, sagend, dass Shidō ihr jetzt einen weiteren Gefallen schulde.
Ein paar Tage später beobachten Shidō und Tōka die Aufräumarbeiten, die durch den Zwischenfall notwendig wurden. Der Film endet damit, dass Tōka und die anderen Mädchen sich weitere Dates wünschen, woraufhin Shidō flüchtet und von den Mädchen verfolgt wird.

## Produktion und Veröffentlichung
Im Juni des Jahres 2014, während die zweite Staffel der Animeserie Date A Live im Fernsehen zu war, verkündete das offizielle Produktionsteam hinter dem Franchise über Twitter die Produktion eines Kinofilms. Ende des Jahres 2014 wurde der Titel des Films und ein Veröffentlichungszeitraum bekannt gegeben. Des Weiteren wurde mitgeteilt, dass der Film eine eigene Handlung von Kōshi Tachibana erhalte. Auch wurde mit Mayuri ein neuer Charakter vorgestellt.
Kentarō Motonaga, der bereits als Regisseur für die Animeserie des Franchises zuständig war, übernahm die Regie am Kinofilm, der im Animationsstudio Production IMS produziert wurde. Koji Watanabe und Satoshi Ishino, die das Charakterdesign in der Serie entwarfen, kehrten für die Filmproduktion ebenfalls in das Produktionsteam zurück. Zudem wirkten auch einige Synchronsprecher aus der Serie an der Entstehung des Films mit.
Sweet ARMS, die bereits in der Vergangenheit Lieder für die Serie beisteuerte, interpretierten mit Invisible Date das Titellied des Films, das im Abspann zu hören ist. Das Lied im Vorspann heißt Go☆Summer Girl und wurde von Minori Chihara gesungen.
Der Film kam am 22. August 2015 in die japanischen Kinos.
Am 18. November 2019 wurde eine deutsche Synchronisation für den Film unter dem Titel Date A Live – The Movie – Mayuri Judgement sowie ein deutscher Kinorelease angekündigt. Ein deutscher Blu-Ray/DVD Release erfolgte am 10. Juli 2020.

## Synchronisation
Die deutsche Synchronisation wird in den Oxygen Sound Studios in Berlin entstehen.
| Rolle            | Japanische Stimme (Seiyū) | Deutscher Sprecher |
| ---------------- | ------------------------- | ------------------ |
| Shidō Itsuka     | Nobunaga Shimazaki        | Marco Eßer         |
| Tōka Yatogami    | Marina Inoue              | Anna Gamburg       |
| Mayuri           | Sora Amamiya              | Lina Rabea Mohr    |
| Kotori Itsuka    | Ayana Taketatsu           | Josephine Schmidt  |
| Origami Tobiichi | Misuzu Togashi            | Melinda Rachfahl   |
| Kyōhei Kannazuki | Takehito Koyasu           | Adam Nümm          |
| Yoshino          | Iori Nomizu               | Jodie Blank        |
| Kurumi Tokisaki  | Asami Sanada              | Esra Vural         |
| Kaguya Yamai     | Maaya Uchida              | Sarah Tkotsch      |
| Yuzuru Yamai     | Sarah Emi Bridcutt        | Soraya Richter     |
| Miku Izayoi      | Minori Chihara            | Lisa May-Mitsching |